# Arie de Winter
Adrianus Johannes de Winter (Haarlem, 28 de agosto de 1915 - data de morte desconhecida) foi um futebolista neerlandês, que atuava como atacante.

## Carreira
Arie de Winter fez parte do elenco da Seleção Neerlandesa de Futebol que disputou a Copa do Mundo de 1938.

## Ligações Externas
- Perfil em FIFA.com (em inglês)